# クヴェモ・アジャラ
クヴェモ・アジャラ（グルジア語: ქვემო აჟარა、グルジア語ラテン翻字: Kvemo Azhara）は、ジョージア西部アブハジア自治共和国のコドリ渓谷上流部にある村。グルリプシ地区に属し、アジャリ・テミの中心地となっている。現在は独立を主張する「アブハジア共和国」が実効支配しており、グルリプシ地区に割り当てられている。

## 歴史
2008年8月以前、クヴェモ・アジャラはアブハジア自治共和国地方においてジョージア政府が支配する唯一の地域「上アブハジア」に属していた。村にはアブハジア自治共和国の本庁舎があり、ジョージアはこれをアブハジアの唯一の合法的な政府として認めていた。村とその周辺地域では大規模な復興計画が進められていた。2008年8月のロシア・ジョージア戦争にて、独立を主張する「アブハジア共和国」の軍がクヴェモ・アジャラをはじめとする上アブハジア地域を制圧した。